# Caepio Charitinus
Caepio Charitinus (sein Praenomen ist nicht bekannt) war ein im 3. Jahrhundert n. Chr. lebender Angehöriger des römischen Ritterstandes (Eques).
Durch eine Inschrift, die beim Kastell Bremenium gefunden wurde, ist belegt, dass Charitinus im 3. Jhd. Tribun der Cohors I Fida Vardullorum war, die zu diesem Zeitpunkt in der Provinz Britannia stationiert war. Er war zugleich auch Kommandeur des Numerus Exploratorum Bremeniensium.